# Єкатеринбурзький час
| USZ1 | Калінінградський час | MSK-1 (UTC+2)  | 20:25 |
| MSK  | Московський час      | MSK (UTC+3)    | 21:25 |
| SAMT | Самарський час       | MSK+1 (UTC+4)  | 22:25 |
| YEKT | Єкатеринбурзький час | MSK+2 (UTC+5)  | 23:25 |
| OMST | Омський час          | MSK+3 (UTC+7)  | 00:25 |
| KRAT | Красноярський час    | MSK+4 (UTC+7)  | 01:25 |
| IRKT | Іркутський час       | MSK+5 (UTC+8)  | 02:25 |
| YAKT | Якутський час        | MSK+6 (UTC+9)  | 03:25 |
| VLAT | Владивостоцький час  | MSK+7 (UTC+10) | 04:25 |
| MAGT | Магаданський час     | MSK+8 (UTC+11) | 05:25 |
| PETT | Камчатський час      | MSK+9 (UTC+12) | 06:25 |

Єкатеринбурзький час (рос. Екатеринбургское время, YEKT) — умовна російська назва ряду адміністративних одиниць РФ, в яких час відрізняється на +5 годин від UTC (UTC+5) і на +2 години від московського часу (MSK+2). Це офіційний час в Башкортостані, Пермському краї, Курганській, Оренбурзькій, Свердловській, Тюменській, Челябінській областях, Ханти-Мансійському й Ямало-Ненецькому автономних округах.
Основні міста:
- Єкатеринбург
- Курган
- Магнітогорськ
- Нижньовартовськ
- Нижній Тагіл
- Перм
- Сургут
- Тюмень
- Уфа
- Челябінськ